# Ruta Estatal de Kansas 31
K-31 es una carretera estatal en el estado estadounidense de Kansas. La Ruta Estatal es de sentido noroeste-sureste.
La carretera inicia en el noroeste por la intersección con la U.S. Route 56 cerca de la Interestatal 35 y la Ruta 50 dirigiéndose hacia el sur pasando por Waverly, Kansas luego al este pasa por la Ruta 59 en Garnett, Kansas. Finalmente la ruta culmina en la intersección con la U.S. Route 69 en Fort Scott en el condado de Osage.